# THE NIGHT SNAILS AND PLASTIC BOOGIE
『THE NIGHT SNAILS AND PLASTIC BOOGIE (夜行性のかたつむり達とプラスチックのブギー)』（ザ・ナイト・スネイルズ・アンド・プラスチック・ブギー やこうせいのかたつむりたちとプラスチックのブギー）は、日本のロックバンド、THE YELLOW MONKEYの1枚目のオリジナル・アルバム。
1992年6月21日に日本コロムビア・TRIADレーベルよりリリースされた。2000年8月19日に廉価盤、2013年12月4日にはリマスター盤Blu-spec CD2にて再発売された。

## 解説
- メジャー・デビュー初オリジナル・アルバム。
- ジャケットにはデビューシングル『Romantist Taste』同様、カタツムリが登場している。吉井の発案により、ジャケットはデヴィッド・ボウイの『アラジン・セイン』や『ピンナップス』に着想を得て制作された[1]。吉井は「当時はあまりジャケットでアピールするバンドがいなかったから、それを狙った」と語っている[1]。

## 制作背景
- レコーディングは河口湖のスタジオにて合宿形式にて行われた。エンジニアと自分たちの思い描くグラムロックの音が一致せず、作業は難航した[2]。エンジニアがミキシングの1曲目であった『Foxy Blue Love』をニルヴァーナのような激しい音で作ったが、吉井は頑なに拒否し、「フィンガー5やピンク・レディーのような、75年から76年の音がいい」と主張し、やり直しを要求したという[3][4]。
- レコーディングについて吉井は「音を重ねすぎてレコード会社のスタッフから怒られることもあったが、いい曲（アルバム）になったと思う。ストリングスも丸投げせずにアレンジャーと一緒に譜面を書けたから、自分でも納得のできるものになった」と語っている[1]。

## 評価
- ヘヴィメタル専門誌の『BURRN!』1992年7月号にレビューが掲載され、70点（100点満点中）という結果となった。4人とも元ジャパニーズメタルバンドのメンバーの集まったバンドにもかかわらず、メタル・ハードロック要素をほぼ捨て去った本作に対して「HM/HRファンが真面目に聴いたらくだらない作品」とし、「彼らの過去のキャリアを知らない少年少女には「ちょっと変わったロック」として評価されてしまうのだろう」「良く出来た歌謡曲」と評価した。
- 2枚目のアルバム『EXPERIENCE MOVIE』収録曲の『審美眼ブギ』は、本作が雑誌などにおいてあまり良い評価をされなかったことを皮肉った歌詞となっている[5]。

## 収録曲
| 全作詞: 吉井和哉、全編曲: THE YELLOW MONKEY。 |                                                  |           |                    |      |
| #                                             | タイトル                                         | 作詞      | 作曲               | 時間 |
| 1.                                            | 「Song For Night Snails」                        | 吉井和哉  | 吉井和哉           | 3:48 |
| 2.                                            | 「Subjective Late Show」                         | 吉井和哉  | 吉井和哉           | 4:15 |
| 3.                                            | 「Oh! Golden Boys」                              | 吉井和哉  | 吉井和哉           | 3:39 |
| 4.                                            | 「Neurotic Celebration」                         | 吉井和哉  | 菊地英昭・吉井和哉 | 3:39 |
| 5.                                            | 「Chelsea Girl」                                 | 吉井和哉  | 吉井和哉           | 2:56 |
| 6.                                            | 「不愉快な6番街へ (Unpleasant 6th Avenue)」      | 吉井和哉  | 吉井和哉           | 4:43 |
| 7.                                            | 「This Is For You」                              | 吉井和哉  | 菊地英昭・吉井和哉 | 5:34 |
| 8.                                            | 「Foxy Blue Love」                               | 吉井和哉  | 吉井和哉           | 4:43 |
| 9.                                            | 「真珠色の革命時代 (Pearl Light Of Revolution)」 | 吉井和哉  | 吉井和哉           | 6:48 |
| 10.                                           | 「Romantist Taste」                              | 吉井和哉  | 吉井和哉           | 5:05 |
| 11.                                           | 「Walkin' In Sunshine」                          | 吉井和哉  | 吉井和哉           | 5:30 |
| 合計時間:                                     | 合計時間:                                        | 合計時間: | 50:40              |      |

### 楽曲解説
1. 「Song For Night Snails」
全編ファルセットで歌っている[6]。ライブでまともに披露されたことはほとんどなく、1996年の『FOUR SEASONS』のツアー中、曲間に吉井とギターの菊池がサービスで演奏したことを除くと、1998年年末の「メカラ ウロコ・9」のオープニングで演奏されたのみである[7]。
2. 「Subjective Late Show」
前曲から音が繋がっており、この作業に非常に手間がかかったという[7]。歌詞の内容は、バンドブームに対する皮肉となっている[6]。デビュー前のリハーサルの1曲目に演奏されることが多く、2016年の再集結時にもリハーサルの1曲目として演奏された。その理由として吉井は「いろんなテンポや要素が混ざっていて、バンドの状態が一番分かるため」と語っている[8]。ライブでは間奏で吉井が「仮面ライダー1号」の変身ポーズを披露することが多く、吉井は「仮面ライダーってやっぱり変身願望なんだよ。だから憧れるのは当然だし、大人になってやっても何も変じゃない」と語っている[9]。
3. 「Oh! Golden Boys」
レコーディング直前に書き下ろされた。「この曲は武道館公演まで演奏しない」と決められ、公言通り1995年4月の武道館で初披露された。ドラムはトムトムがオーバー・ダビングされており、前述の武道館公演ではトムのパートをシークエンスで流しながら演奏された[7]。吉井は本曲について「僕らにまつわる、お金目当ての大人たちのために切々と歌っています」と語っている[6]。
4. 「Neurotic Celebration」
デビュー前からのレパートリーだった曲。当時のライブではギターソロ後の歌中で一旦ブレイクし、客席に向かって吉井が「Fuck Meって言って」と呼びかけるのが恒例であった[7]。吉井は本曲について「僕は実はアンドロジュノスなのではないか?そこまでとは言わなくとも、きっと男と女の両面性を持ち合わせていると思いこの曲の詞を書いた」と語っている[6]。
5. 「Chelsea Girl」
歌詞の内容は、某幼児殺害事件に関するものとなっている[6]。
6. 「不愉快な6番街へ (Unpleasant 6th Avenue)」
デビューシングル「Romantist Taste」C/W曲。本アルバム用に書き下ろされた[6]。吉井は本曲を「とても気に入っている」と語っている[6]。その一方で、当時吉井が担当していたラジオ番組のリスナー人気投票において、ワースト部門1位に輝いたことがある[7]。
7. 「This Is For You」
同性愛の悲しさについて歌っている[6]。吉井は本曲について「ストリングスを加え、この曲の持つ”日曜日の夕方”的情緒が見事にかもしだされた」と語っている[6]。『MOTHER OF ALL THE BEST』にも収録された。自身初のトリビュート・アルバムである『THIS IS FOR YOU〜THE YELLOW MONKEY TRIBUTE ALBUM』のタイトルの由来にもなった[10]。
8. 「Foxy Blue Love」
「アップテンポの曲が少ないのでは」ということで、レコーディング前に急遽作られた[7]。歌詞はSMクラブを歌ったものである[6][7]。
9. 「真珠色の革命時代 (Pearl Light Of Revolution)」
精神的にも肉体的にもボロボロになっていた吉井が、そんな生活から抜け出したいという一心で作ったバラード曲[3]。「渋谷ラ・ママ」でのデビュー記念ライブで演奏された際、感極まった吉井が涙を流したというエピソードがある[3]。「メカラ ウロコ」ではオーケストラとの競演で演奏され、後にライブ盤『SO ALIVE』、ベスト盤『MOTHER OF ALL THE BEST』に「メカラ ウロコ・9」の音源が収録された。2013年に行われた『イエモン-FAN'S BEST SELECTION-』のファン投票で7位を獲得した。
10. 「Romantist Taste」
デビュー・シングル。
11. 「Walkin' In Sunshine」
吉井曰く「今までの全ての過ちを償う曲」[6]。

## クレジット
THE YELLOW MONKEY
- 吉井和哉：Vocal, Electric Guitar, Acoustic Guitar, Percussions
- 菊地英昭：Electric Guitar, Background Vocal
- 廣瀬洋一：Bass Guitar, Background Vocal
- 菊地英二：Drums

その他参加ミュージシャン
- 古川貴司：Keyboards
- 藤田忍、土屋美佳子(TYRANNOSAURUS)：Female Vocals
- 前田グループ：Strings
- 小林正弘：Trumpet